# Bahnhof Enkenbach

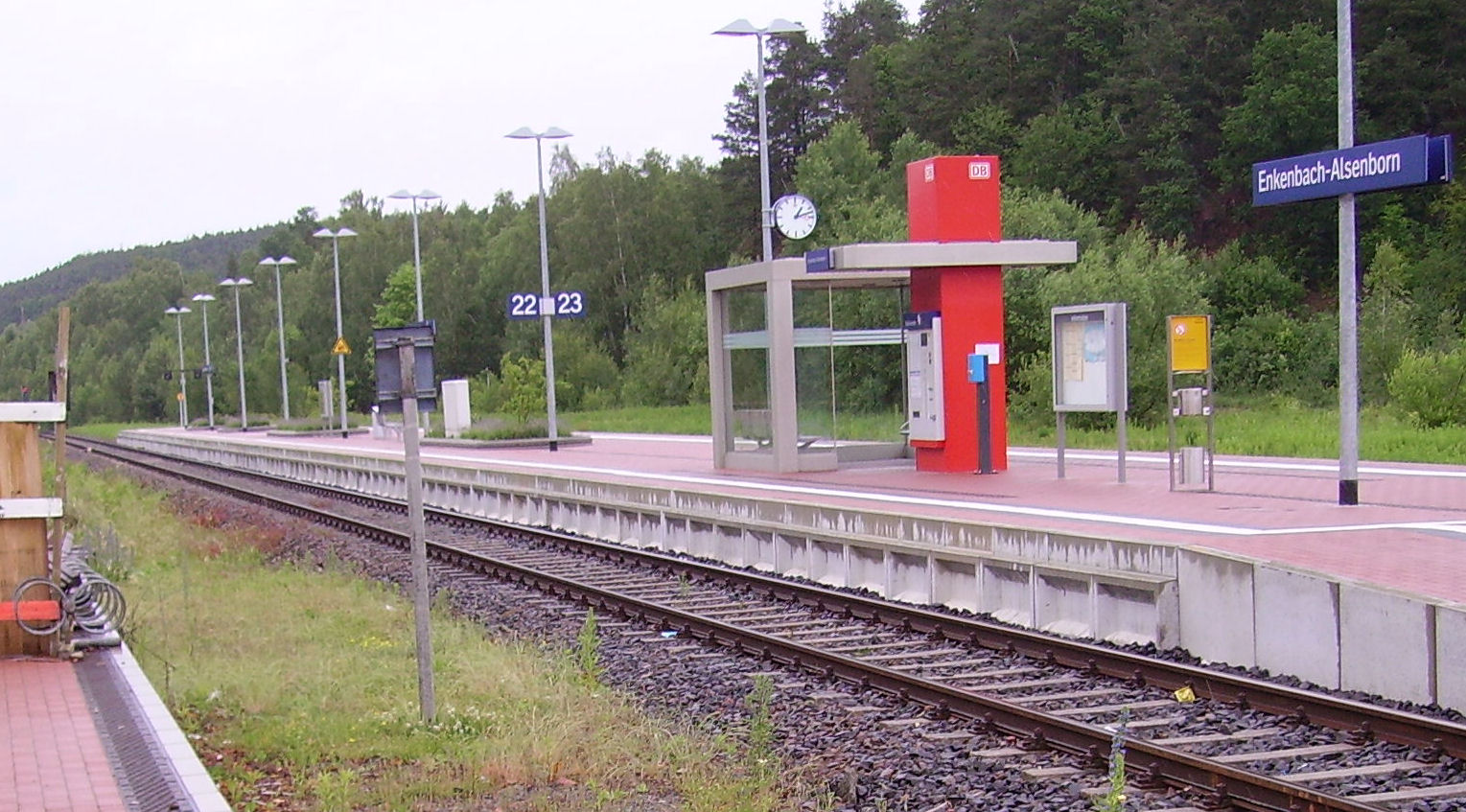
Bahnsteig des Enkenbacher Bahnhofs

Der Bahnhof Enkenbach ist der zurzeit einzige Bahnhof der rheinland-pfälzischen Ortsgemeinde Enkenbach-Alsenborn. Er verfügt über zwei Bahnsteiggleise. Der Bahnhof liegt im Verbundgebiet des Verkehrsverbundes Rhein-Neckar (VRN) und gehört zur Tarifzone 828. Seine Anschrift lautet Bahnhofstraße 2.
Er liegt an der Alsenztalbahn Hochspeyer–Bad Münster und wurde am 29. Oktober 1870 mit Eröffnung des Streckenabschnitts von Hochspeyer nach Winnweiler in Betrieb genommen. Am 16. Mai des Folgejahres wurde sie auf gesamter Länge eröffnet. 1875 wurde der Bahnhof östlicher Endpunkt der Bahnstrecke Kaiserslautern–Enkenbach, die einen kürzeren Fahrweg für Züge der Alsenzstrecke nach Kaiserslautern bildete. 1932 wurde die seit 1876 existierende Eistalbahn Grünstadt–Eisenberg bis nach Enkenbach durchgebunden. Letztere ist zwischen Eiswoog und Enkenbach inzwischen stillgelegt.

## Lage

### Örtliche Lage
Der Bahnhof befindet sich am östlichen Siedlungsrand des Ortsteils Enkenbach der rheinland-pfälzischen Ortsgemeinde Enkenbach-Alsenborn. Westlich von ihm verläuft parallel zu ihm die örtliche Bahnhofstraße und der Klosterbach. Die Rosenhofstraße – zugleich die Landesstraße 395 – kreuzt den südlichen Bahnhofsbereich. Unmittelbar östlich des Bahnhofs erstreckt sich bereits Alsenborn. Er verfügt über Parkplätze, Fahrrad-Stellplätze, Busanschluss und über einen barrierefreien Zugang.

### Bahnstrecken
Die Alsenztalbahn verläuft im Bahnhofsbereich von Südsüdost nach Nordnordwest. Südlich von Enkenbach ist die ansonsten zweigleisige Strecke nur noch eingleisig. Die Bahnstrecke Kaiserslautern–Enkenbach erreicht den Bahnhof aus südwestlicher Richtung in einer 90-Grad-Kurve. Die in diesem Bereich 1988 stillgelegte Eistalbahn kreuzte die Alsenzstrecke nördlich des Bahnhofs niveaufrei, um anschließend über Alsenborn in den Stumpfwald einzutreten.

## Geschichte

### Planung, Bau und erste Jahre
Um 1860 gab es erste Bestrebungen, entlang der Alsenz eine Bahnstrecke zu errichten. Diese sollte in Kombination mit der Maximiliansbahn und dem Ludwigsbahn-Abschnitt unmittelbar westlich von Neustadt als Transitstrecke in Nord-Süd-Richtung dienen sollte. Da Enkenbach selbst nicht am besagten Fluss liegt, war unklar, ob die Strecke über den Ort geführt würde. Die weiter westlich liegende Stadt Otterberg strebte beispielsweise eine Streckenführung über ihr Terrain an. Die zuständigen Ingenieure verwarfen dies jedoch und plädierten für eine Trasse über Enkenbach nach Hochspeyer, da diese topographisch einfacher war.
Der Abschnitt Hochspeyer–Winnweiler wurde am 29. Oktober 1870 freigegeben, am 16. Mai des Folgejahres war die Strecke bis Münster vollendet worden. Am Anfang war Enkenbach Fernverkehrshalt von Zügen in Richtung Neustadt für Reisende aus Richtung Kaiserslautern.
Obwohl die Strecke für Zugläufe nach Kaiserslautern eine Verbindungskurve in den Bahnhof Hochspeyer erhalten hatte, empfand vor allem die Stadt Kaiserslautern die Führung über Hochspeyer als umständlich. Auf ihre Initiative wurde deshalb am 15. Mai 1875 die Bahnstrecke Kaiserslautern–Enkenbach eröffnet.

### Weitere Entwicklung
Bereits im Zuge der Planungen der 1876 eröffneten Eistalbahn, die von Grünstadt nach Eisenberg verlief, gab es Bestrebungen, sie langfristig bis nach Enkenbach zu verlängern. Diese sollte zudem als kürzestmögliche Verbindung zwischen Kaiserslautern und Worms dienen. Der Widerstand Bayerns verhinderte jedoch zunächst die Durchbindung. Anfang des 20. Jahrhunderts liefen die Planungen, der Bau wurde diesmal durch den Ersten Weltkrieg vereitelt. 
1922 erfolgte die Eingliederung des Bahnhofs in die neu gegründete Reichsbahndirektion Ludwigshafen. Im selben Jahr begann der Bau der Verlängerung der Eistalbahn bis nach Enkenbach, ehe die Besetzung der Pfalz durch Frankreich den Bau unterbrach. Erst am 5. November 1932 war die Eistalbahn bis Enkenbach befahrbar. Im Zuge von der Auflösung der Ludwigshafener Direktion wechselte der zum 1. April 1937 in den Zuständigkeitsbereich der Direktion Mainz.
Nach dem Zweiten Weltkrieg gliederte die neu gegründete Deutsche Bundesbahn (DB) den Bahnhof in die Bundesbahndirektion Mainz ein, der sie alle Bahnlinien innerhalb des neu geschaffenen Bundeslandes Rheinland-Pfalz zuteilte. Bereits 1971 gelangte er im Zuge der Auflösung der Mainzer Direktion in den Zuständigkeitsbereich ihres Saarbrücker Pendants.
Im Jahr 2000 wurde der Bahnhof wie die gesamte Westpfalz zunächst Teil des Westpfalz-Verkehrsverbundes (WVV), ehe dieser sechs Jahre später im Verkehrsverbund Rhein-Neckar (VRN) aufging. 

## Empfangsgebäude
Beim Empfangsgebäude wurde im Stil des Spätklassizismus errichtet. Ähnliche Bauten erhielten im Streckennetz der Pfälzischen Eisenbahnen außerdem die Bahnhöfe Annweiler am Trifels, Kirchheimbolanden, Langmeil und Marnheim.

## Verkehr

### Personenverkehr
In den ersten Jahren verlief der Verkehr nach Kaiserslautern ausschließlich über Hochspeyer, ehe 1875 mit der Bahnstrecke Kaiserslautern–Enkenbach eine Abkürzung geschaffen wurde. Nach der Vollendung der Biebermühlbahn Kaiserslautern–Pirmasens im Jahr 1913 verkehrten je ein durchgehendes Zugpaar über Enkenbach über die Donnersbergbahn bis nach Mainz und über die Zellertalbahn bis nach Darmstadt. Von 1994 bis 2002 verkehrten die Züge auf der Alsenzstrecke bis nach Pirmasens.
| Linie                    | Streckenverlauf | Taktfrequenz |
| ------------------------ | --- | ------------ |
| RB65                     | Kaiserslautern – (Hochspeyer –) Enkenbach – Rockenhausen – Bad Münster a Stein – Bad Kreuznach – Langenlonsheim – Bingen (Rhein) | Stundentakt  |
| Stand: 10. Dezember 2023 | |              |

### Güterverkehr
Der Güterverkehr kam zwischenzeitlich zum Erliegen. Danach wurden sämtliche Lade- und Abstellgleise abgebaut. 

## Trivia
Das blaue Bahnhofsschild am Bahnhof trägt die Aufschrift „Enkenbach-Alsenborn“, während bei den Ansagen im Zug weiterhin der offizielle Name „Enkenbach“ verwendet wird, wie er auch noch aus historischen Gründen am Empfangsgebäude steht.